# Věra Komárková
Věra Komárková (25. prosince 1942, Písek – 25. května 2005, Leysin, Švýcarsko) byla Čechoameričanka, průkopnice ženského horolezectví a významná botanička.

## Život
Vystudovala botaniku na Karlově univerzitě v Praze, kam nastoupila už v 16 letech. Ještě za studií se provdala za o 11 let staršího Jiřího Komárka, také botanika a horolezce. V roce 1967 se v rámci expedice Šlápoty vydala se třemi dalšími horolezkyněmi pěšky na letní olympiádu v Mexiku (z Anglie do Kanady se dopravily lodí). Poté roku 1968 emigrovala do USA, kde získala občanství.
V roce 1976 zdolala nejvyšší horu Severní Ameriky Denali, v roce 1978 byla členkou americké ženské expedice na Annapurnu, vrcholu dosáhla s Irene Miller. S Dinou Štěrbovou pak 13. května 1984 jako první ženy a účastnice v pořadí páté (velmi skromné, pouze dvoučlenné) úspěšné horolezecké výpravy stanuly na vrcholu šesté nejvyšší hory světa Čo Oju.
Na University of Colorado at Boulder promovala v roce 1976, v disertační práci se zabývala alpskou květenou v Colorado Rockies, coloradské části Skalnatých hor. Několik let pak pracovala na univerzitním institutu Arctic and Alpine Research. V roce 1986 se přestěhovala do Švýcarska, na Schiller International University v Leysinu byla profesorkou přírodních věd, především alpské ekologie a později profesorkou informačních technologií.
Zemřela roku 2005 na komplikace léčby rakoviny prsu.

## Výstupy
| Rok       | Vrchol |
| --------- | --- |
| 1960–1969 | Vysoké Tatry, Karpaty, - zima: 26 výstupů, 3denní přechod 10 vrcholů - léto: 49 výstupů, 3denní přechod 12 vrcholů Mnoho skalních výstupů v pískovcových oblastech Československa a Německa.                                                                                              |
| 1965      | Alpy: Wallis, Matterhorn, Hörnligrat; Ötztal, Wildspitze; Wetterstein, Sonnenspitze, S ridge |
| 1967      | Alpy: Mt. Blanc group: Petit Dru, normalní cesta; Mt. Blanc from Col Tricot |
| 1968      | Rocky Mountains, Sangre de Cristo Range, Crestone Needle, NE Ridge Mexico, Huasteca Canyon, Pico Pirineos, E face Mexico, Ixtaccihuatl, Inescalables, Ruta del Sol Mt. Blanc Group, Tour Ronde, normal route; Wallis, Breithorn, N face                                                   |
| 1971      | Yosemite Valley: Lower Brother, SW face and other short climbs Rocky Mountain National Park: Hallet's Peak, Jackson-Johnson; Mt. Ypsilon, The Y Couloir Hallet's peak, first Buttress (winter) Eldorado Springs Canyon, Colorado, Naked Edge; many other rock climbs around Boulder since |
| 1972      | Rocky Mountain National Park; Long's Peak, Kiener's Route (February); Hallet's Peak, Northcutt-Carter; Sharkstooth, N face |
| 1974      | Yosemite Valley: Royal Arches, Snake Dike, other short climbs Rocky Mountain National Park: Hallet's Peak, Love route; Notchtop Zimní výstupy v Colorado Rocky Mountains |
| 1975      | Colorado Rocky Mountains: Pacific Peak, E ridge, North Arapaho Peak (winter) Brooks Range, Alasca: Mt. Doonerak, Falsoola Mt. Eeykaruk Mt. |
| 1976      | Alasca Range, Mt. Mc. Kinley, S Buttress |
| 1977      | Alasca Range, Mt. Dickey, new route on SE face |
| 1978      | Nepal Himalaya, Annapurna, N face, Dutch Rib |
| 1980      | Nepal Himalaya, Dhaulagiri I, Pear Route attempt |
| 1984      | Nepal Himalaya, Cho-Oyu |